# Serie A Élite (hockey su prato maschile)
La Serie A Élite è la massima serie del campionato italiano di hockey su prato maschile organizzato dalla Federazione Italiana Hockey. La categoria, nota in passato come "Serie A1", ha assunto l'attuale denominazione a seguito della riforma dei campionati introdotta nella stagione 2022-2023.
La prima edizione si svolse nel 1937 e da allora sono state organizzate 76 edizioni.
I vincitori si fregiano del titolo di campioni d'Italia; il club più titolato è la Amsicora di Cagliari che vanta 24 titoli vinti fino a oggi.

## Albo d'oro
| Edizione | Edizione | Vincitore   |
| -------- | -------- | ----------- |
| 1        | 1937     | DLP Genova  |
| 2        | 1938     | GUF Genova  |
| 3        | 1939     | GUF Milano  |
| 4        | 1940     | GUF Genova  |
| 5        | 1941     | GUF Genova  |
| 6        | 1942     | GUF Genova  |
| 7        | 1946     | Bologna     |
| 8        | 1947     | HC Genova   |
| 9        | 1948     | Trieste     |
| 10       | 1949     | CUS Genova  |
| 11       | 1950     | HC Genova   |
| 12       | 1951     | CUS Genova  |
| 13       | 1952     | HC Genova   |
| 14       | 1953     | Amsicora    |
| 15       | 1954     | CUS Genova  |
| 16       | 1955     | CUS Bologna |
| 17       | 1956     | Amsicora    |
| 18       | 1957     | HC Genova   |
| 19       | 1958     | Amsicora    |
| 20       | 1959     | HC Genova   |
| 21       | 1960     | Amsicora    |
| 22       | 1961     | Amsicora    |

| Edizione | Edizione | Vincitore  |
| -------- | -------- | ---------- |
| 23       | 1962     | MDA Roma   |
| 24       | 1964     | MDA Roma   |
| 25       | 1965     | Amsicora   |
| 26       | 1966     | MDA Roma   |
| 27       | 1967     | Amsicora   |
| 28       | 1968     | MDA Roma   |
| 29       | 1969     | MDA Roma   |
| 30       | 1970     | MDA Roma   |
| 31       | 1971     | MDA Roma   |
| 32       | 1972     | Vigevano   |
| 33       | 1973     | Napoli     |
| 34       | 1974     | Napoli     |
| 35       | 1975     | Bra        |
| 36       | 1976     | Amsicora   |
| 37       | 1977     | CUS Torino |
| 38       | 1978     | Amsicora   |
| 39       | 1979     | Gea Bonomi |
| 40       | 1980     | Eur        |
| 41       | 1981     | Amsicora   |
| 42       | 1982     | Eur        |
| 43       | 1983     | Eur        |
| 44       | 1984     | Amsicora   |

| Edizione | Edizione | Vincitore   |
| -------- | -------- | ----------- |
| 45       | 1985     | Amsicora    |
| 46       | 1986     | Eur         |
| 47       | 1987     | Eur         |
| 48       | 1988     | Amsicora    |
| 49       | 1989     | Amsicora    |
| 50       | 1990     | Amsicora    |
| 51       | 1991     | Roma        |
| 52       | 1992     | Amsicora    |
| 53       | 1993     | Cernusco    |
| 54       | 1994     | Cernusco    |
| 55       | 1995     | Cernusco    |
| 56       | 1996     | Amsicora    |
| 57       | 1997     | CUS Bologna |
| 58       | 1998     | Cernusco    |
| 59       | 1999     | Cernusco    |
| 60       | 2000     | Amsicora    |
| 61       | 2001     | Roma        |
| 62       | 2002     | Roma        |
| 63       | 2003     | Amsicora    |
| 64       | 2004     | Amsicora    |
| 65       | 2005     | Lazio       |
| 66       | 2006     | Roma        |

| Edizione | Edizione | Vincitore  |
| -------- | -------- | ---------- |
| 67       | 2007     | Roma       |
| 68       | 2008     | Bra        |
| 69       | 2009     | Bra        |
| 70       | 2010     | Roma       |
| 71       | 2011     | Roma       |
| 72       | 2012     | Bra        |
| 73       | 2013     | Amsicora   |
| 74       | 2014     | Bra        |
| 75       | 2015     | Amsicora   |
| 76       | 2016     | Amsicora   |
| 77       | 2017     | Bra        |
| 78       | 2018     | Bra        |
| 79       | 2019     | Bra        |
| 80       | 2020     | Amsicora   |
| 81       | 2021     | Bra        |
| 82       | 2022     | Bra        |
| 83       | 2023     | Bra        |
| 84       | 2024     | Tevere Eur |
| 85       | 2025     | Tevere Eur |

### Riepilogo tornei vinti per club
| Club        | Vittorie | Edizioni |
| ----------- | -------- | --- |
| Amsicora    | 24       | 1953, 1956, 1958, 1960, 1961, 1965, 1967, 1976, 1978, 1981, 1984, 1985, 1988, 1989, 1990, 1992, 1996, 2000, 2003, 2004, 2013, 2015, 2016, 2020 |
| Bra         | 11       | 1975, 2008, 2009, 2012, 2014, 2017, 2018, 2019, 2021, 2022, 2023                                                                               |
| HC Genova   | 10       | 1937, 1938, 1940, 1941, 1942, 1947, 1950, 1952, 1957, 1959                                                                                     |
| MDA Roma    | 7        | 1962, 1964, 1966, 1968, 1969, 1970, 1971 |
| Roma        | 7        | 1991, 2001, 2002, 2006, 2007, 2010, 2011 |
| Eur         | 5        | 1980, 1982, 1983, 1986, 1987 |
| Cernusco    | 5        | 1993, 1994, 1995, 1998, 1999 |
| CUS Genova  | 3        | 1949, 1951, 1954 |
| Napoli      | 2        | 1973, 1974 |
| Gea Bonomi  | 2        | 1972, 1979 |
| CUS Bologna | 2        | 1955, 1997 |
| Tevere Eur  | 2        | 2024, 2025 |
| GUF Milano  | 1        | 1939 |
| Bologna     | 1        | 1946 |
| Trieste     | 1        | 1948 |
| CUS Torino  | 1        | 1977 |
| Lazio       | 1        | 2005 |